# 하인리히 렌츠
하인리히 프리드리히 에밀 렌츠(Эмилий Христианович Ленц, 1804년 2월 12일 ~ 1865년 2월 10일)는 발트 독일계 러시아 물리학자이다. 1833년 고안한 렌츠의 법칙으로 가장 잘 알려져 있다. 유도계수를 나타내는 기호 L은 렌츠의 이니셜을 딴 것이다.
러시아 제국 리보니아 총독부의 도르파트(오늘날의 에스토니아 타르투)에서 태어났다.